# Виджесурия, Виниита
Дж. Виниита Виджесурия (англ. G. Vineetha Wijesuriya, род. 1970) — шри-ланкийская и австралийская шахматистка.
Девятикратная чемпионка Шри-Ланки: 1989, 1998, 1999, 2000, 2001, 2002, 2003, 2007 и 2008 гг.
Чемпионка Океании 2014 г.
В составе сборной Шри-Ланки участница 5-и шахматных олимпиад (1992, 1996, 2000—2002, 2008) и 2-х командных чемпионатов Азии (1995, 2003).
Участница личного чемпионата Азии 2003 г.
За свои спортивные достижения получила прозвище Шахматная королева Шри-Ланки.
Старшая сестра — мастер ФИДЕ среди женщин Суниита Виджесурия, девятикратная чемпионка Шри-Ланки.
Старший брат — Люксман Виджесурия, двукратный чемпион Шри-Ланки.

## Изменения рейтинга
| Графики недоступны из-за технических проблем. См. информацию на Фабрикаторе и на mediawiki.org. |